# Jay Blahnik
Jay Blahnik es instructor de fitness, entrenador, consultor, autor, desarrollador de programas y vicepresidente de tecnologías de fitness de Apple Inc. Ampliamente conocido como una autoridad en temas de ejercicio y fitness, así como en salud digital y cambio de comportamiento de los consumidores, Blahnik ha sido un experto en fitness para MSNBC.com y Los Angeles Times y es autor del libro Full-Body Flexibility en 2004.

## Experto de forma física
Blahnik ha producido y protagonizado un gran número de vídeos de fitness y ejercicios, y ha sido consultor y representante de varias empresas importantes de equipamiento de fitness, como Nike, Nautilus, Bowflex, Schwinn y Stairmaster.
Blahnik fue consultor residente de fitness y colaborador de las cadenas MSNBC.com y NBCnews.com, y, además de ser autor de otros libros y artículos, ha sido colaborador habitual sobre fitness y temas relacionados para Los Angeles Times.
Blahnik también ha sido consultado como experto en una variedad de temas de fitness que van desde instrucciones técnicas como las técnicas de la cinta de correr hasta cuestiones estratégicas como qué tipos de entrenamiento son apropiados en puntos específicos del viaje de fitness, y ha sido consultado como experto en carreras de fitness. También ha publicado artículos sobre la intersección de la tecnología y el fitness.
Blahnik fue el portavoz de fitness de grupo de la Asociación de Salud y Fitness IDEA, la mayor asociación de profesionales del fitness de Estados Unidos.[cita requerida] Fue miembro del equipo G Series Fit de Gatorade, miembro del equipo de desarrollo de BOSU®, creador/desarrollador del programa Schwinn Indoor Cycling y asesor de los clubes de fitness Equinox.

## Trabajo con Nike
Durante más de 18 años, Blahnik fue atleta contratado y consultor de Nike. Trabajó estrechamente con Nike en el lanzamiento de Nike+ Running, que se ha convertido en la mayor comunidad digital de corredores del mundo, y fue nombrado uno de los mejores gadgets y servicios tecnológicos en 2006 por la revista Time. También fue el creador original y desarrollador del programa Nike Training Club App, y del programa Nike Training Club en los gimnasios. También fue un experto y consultor clave para muchas de las iniciativas de deporte digital de Nike, incluyendo la Nike+ FuelBand y el Nike+ Kinect Training.

## Flexibilidad de Cuerpo entero
Publicado en 2004, el libro de Blahnik Full-Body Flexibility, proporciona técnicas y estrategias para crear y mantener la flexibilidad como parte de una rutina de entrenamiento saludable y fue un "best seller aclamado por la crítica". Full-Body Flexibility se encuentra ahora en su segunda edición.

## Premios
En 1996, Blahnik fue elegido Instructor Internacional del Año por la IDEA Health and Fitness Association, una asociación mundial de profesionales del fitness y el bienestar. Fue la persona más joven en recibir este premio. Blahnik también fue seleccionado como presentador internacional de fitness del año de Can-Fit-Pro en 2006, y como instructor de fitness del año de Australian Fitness Network en 2012. En 2019, Blahnik fue seleccionado como receptor del Premio IDEA Jack LaLanne a la Trayectoria por haber hecho una contribución significativa y duradera en las áreas de salud y fitness, promoviendo los beneficios del ejercicio y la alimentación saludable a través de su trabajo en los medios de comunicación o el ojo público. En 2020, Blahnik fue seleccionado como uno de los 26 hombres más influyentes en materia de salud y fitness por la revista Men's Healt